# Base sommergibili di Saint-Nazaire
La base sommergibili di Saint-Nazaire è una delle cinque basi navali per sottomarini costruite dalla Germania nazista sulla facciata atlantica durante la seconda guerra mondiale a Saint-Nazaire nella Francia occupata.
Costruita tra il 1941 e il 1943 dalla Germania nazista durante l'occupazione, essa è destinata a base della 6. e della 7. Unterseebootsflottille (dal tedesco: la 6ª e la 7ª flottiglia di sottomarini) di U-Boot della Kriegsmarine, nel quadro del dispositivo difensivo del vallo Atlantico.